# Flora (Mississippi)
Flora è una città (town) degli Stati Uniti d'America, situata nella contea di Madison, nello Stato del Mississippi.